# Mirosław Baka
Mirosław Michał Baka est un acteur polonais de théâtre et cinéma, né le 15 décembre 1963 à Ostrowiec Świętokrzyski, en Pologne. Il reçoit la médaille d'argent du Mérite culturel polonais Gloria Artis en 2014

## Filmographie
- 1985 : Daleki dystans - Andrzej
- 1987 : Tu ne tueras point - Jacek
- 1987 : Ballada o Januszku - Kolega Januszka – Stasiek Wątroba
- 1988 : Dekalog V - Jacek
- 1989 : Lepiej jest tam, gdzie nas nie ma - Jerzy
- 1989 : Chce mi się wyć - Marek
- 1991 : Nad rzeką, której nie ma - le chef
- 1991 : Obywatel świata - Andrzej
- 1991 : Ostkreuz - Darius
- 1991 : Cień na śniegu (Árnyék a havon) - Sandor Gaspar
- 1991 : All of me - Hubert Miras
- 1992 : Pierścionek z orłem w koronie - Tatar
- 1992 : Vaterland - Wojtek
- 1993 : Śliczna dziewczyna - Chłopak
- 1993 : Polski crash - Józef Malik
- 1994 : Miasto prywatne - Dziurga
- 1994 : 89 lat Juliana Stryjkowskiego - lui-même
- 1994 : Le Rêve d'argent de Salomé (en polonais : Sen srebrny Salomei) - Semenko
- 1994-1995 : Radio Romans (Série télévisée) - Antoni Wereszczaka
- 1995 : Gnoje
- 1996 : Krystalbarnet
- 1996 : Autoportret z kochanką
- 1997 : Clandestins - capitaine Kerinski
- 1998 : Amok - Max
- 1998 : Demony wojny wg Goi - Cichy
- 1999 : Lot 001
- 1999 : Ostatnia misja - Bruno Wiśniewski
- 1999 : Chłopaki nie płaczą - "Cichy"
- 2000 : Reich - Andre
- 2000 : Wyrok na Franciszka Kłosa - Franciszek Kłos
- 2000 : Piotrek zgubił dziadka oko, a Jasiek chce dożyć spokojnej starości - le chauffeur de taxi
- 2000-2001 : Miasteczko (Série télévisée) - le fotographe
- 2001 : Tam i z powrotem - le Roi Wiesław
- 2002 : Tam, gdzie żyją Eskimosi - Zleceniodawca Sharkey'a
- 2003 : Zaginieni (Milchwald) - Kubak
- 2003-2007 : Fala zbrodni (Série télévisée) - Igor "Szajba" Szajbiński
- 2003 : Bao-Bab, czyli zielono mi - Sergent Makuła
- 2004-2005 : Pensjonat pod Różą - Walczak
- 2005 : Wróżby kumaka - le mécanicien
- 2006 : Pierwsza miłość - Józef Szota
- 2008 : Niania (Série télévisée) - le psychiatre
- 2009 : Balladyna (The Bait) - Kirk
- 2009 : Fala zbrodni (film) - Igor "Szajba" Szajbiński
- 2009 : Tancerze - Bernard Kruk
- 2009 : Piotrek 13 - le chauffeur
- 2010 : Czas honoru - Sorokin
- 2010 : 1920. Wojna i miłość - Józef Piłsudski
- 2011 : Prosto z nieba
- 2012 : Wałęsa - le directeur
- 2013 : La Bataille de Westerplatte de Paweł Chochlew : Eugeniusz Grabowski
- 2013 : Cours sans te retourner - Mateusz Wróbel
- 2023 : La Jeune Fille et les Paysans : Maciej Boryna